# La terra (album)
La terra è il secondo album degli Aktuala, pubblicato dalla Bla Bla nel 1974.

## Tracce
Brani composti da Walter Maioli.
Lato A
1. Miña – 8:28
2. Mud – 7:45

Durata totale: 16:13
Lato B
1. Sar – 6:18
2. La terra – 10:43

Durata totale: 17:01

## Musicisti
- Walter Maioli - oboe arabo, naj, armonica, armonica basso, maranzano, flauti di legno, strumenti a fiato, whistles, campane (bells)
- Daniele Cavallanti - sassofono soprano,
- Antonio Cerantola - chitarra spagnola, balalaica
- Attilio Zanchi - chitarra acustica
- Marjon Klok - arpa, tambura, campane (bells)
- Trilok Gurtu - tabla, snake drums, bongos marocchini, piatti (cymbals), xilofono, cow bells

Musicisti aggiunti
- Otto Corrado - sassofono soprano, flauto, campane (bells)
- Marino Vismara - violoncello (assolo nel brano: Mud)
- Maurizio Dones - viola (assolo nel brano: Sar)

Note aggiuntive
- Pino Massara - produttore
- Registrazioni effettuate all'Ariston Studio di Milano, Italia
- Gianni Prudente - ingegnere della registrazione
- Roberto Di Muro Villicich - ingegnere della registrazione[2]